# Cavalli (film)
Cavalli è un film del 2011 diretto da Michele Rho e tratto dall'omonimo racconto di Pietro Grossi.
La pellicola è stata presentata in concorso alla 68ª Mostra internazionale d'arte cinematografica di Venezia, nella sezione Controcampo italiano.

## Trama
Fine dell'Ottocento, in una valle degli Appennini vivono Alessandro e Pietro, due fratelli cresciuti in una piccola casa con una mamma dolce e un padre distante. In seguito alla morte della madre, il padre regala loro due splendidi cavalli non ancora domati e sarà loro compito riuscire a domarli grazie ai consigli di un allevatore.
Molto legati tra di loro, i due fratelli, una volta cresciuti, si ritroveranno a intraprendere strade di vita separate quando Alessandro decide di trasferirsi lontano mentre Pietro decide di restare e vivere con la sua amata Veronica.

## Location
Appennino - varie località tra cui Colle di Val d'Elsa (SI)